# Leichtathletik-Weltmeisterschaften 2015/1500 m der Männer

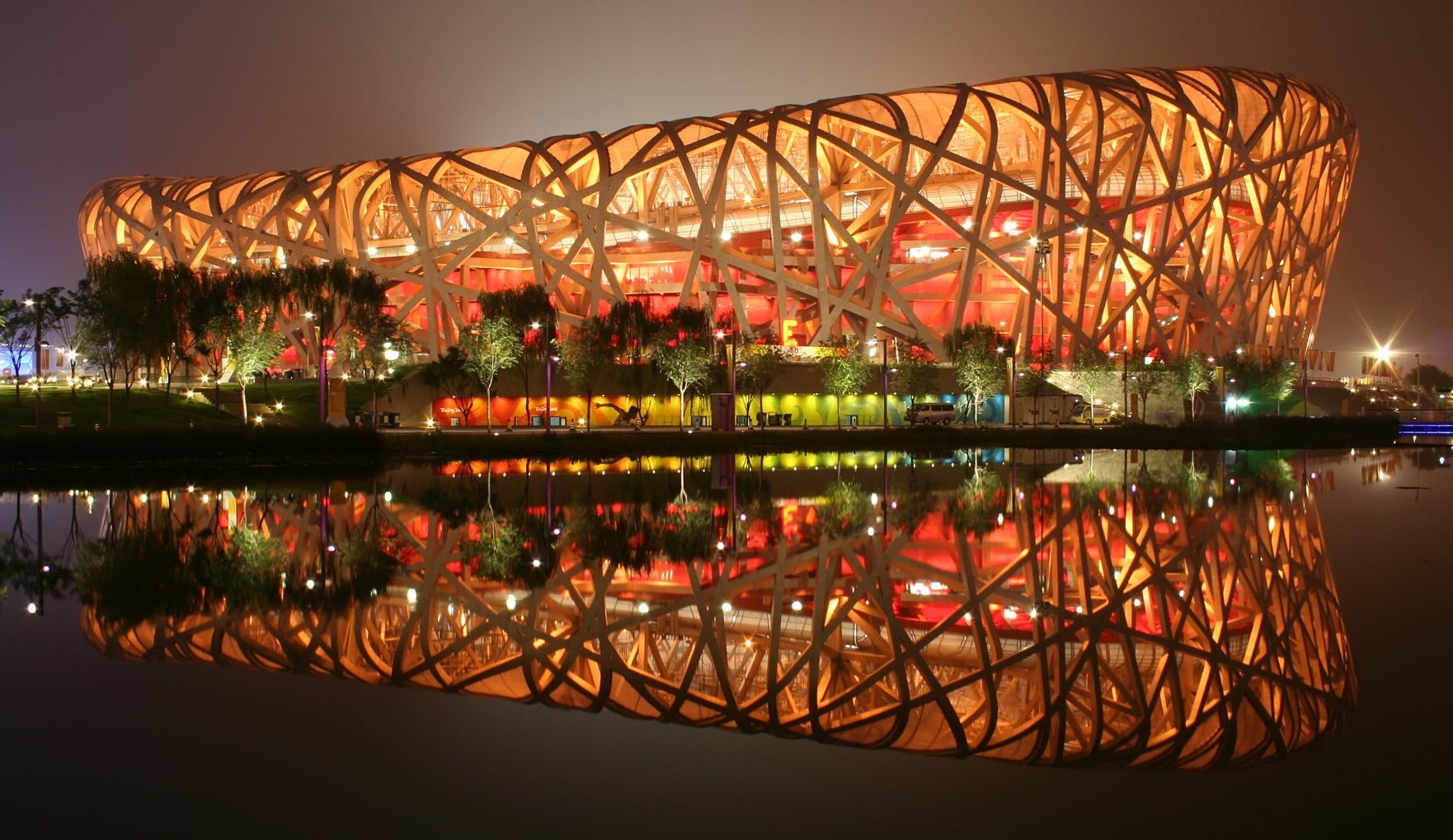
Das Nationalstadion Peking während der Weltmeisterschaften

Der 1500-Meter-Lauf der Männer bei den Leichtathletik-Weltmeisterschaften 2015 wurde am 27., 28. und 30. August 2015 im Nationalstadion der chinesischen Hauptstadt Peking ausgetragen.
Es gab einen Doppelsieg für die Mittelstreckler aus Kenia. Seinen dritten Weltmeistertitel in Folge errang der Olympiasieger von 2008, Afrikameister von 2010 und Vizeafrikameister von 2014 Asbel Kiprop. Silber ging an Elijah Manangoi. Wie bei den Olympischen Spielen 2012 über 800 Meter gewann der Marokkaner Abdalaati Iguider die Bronzemedaille.

## Bestehende Rekorde
| Weltrekord               | Hicham El Guerrouj | 3:26,00 min | Rom, Italien           | 14. Juli 1998   |
| Weltmeisterschaftsrekord | Hicham El Guerrouj | 3:27,65 min | WM in Sevilla, Spanien | 24. August 1999 |

Der bestehende WM-Rekord wurde bei diesen Weltmeisterschaften nicht eingestellt und nicht verbessert.
Es gab einen Landesrekord:

3:49,64 min – Erick Rodriguez (Nicaragua), dritter Vorlauf

## Doping
Auch auf dieser Mittelstrecke gab es einen Dopingfall: Die IAAF gab im Juli 2016 bekannt, dass der im Halbfinale ausgeschiedene Marokkaner Yassine Bensghir wegen Unregelmäßigkeiten in seinem Biologischen Pass für vier Jahre gesperrt sei. Seine seit dem 7. Juli 2014 erzielten Ergebnisse wurden annulliert, die Sperre endete am 11. April 2020.
Bensghir schied zwar im Halbfinale aus, sodass es keine benachteiligten Sportler gab, die erst später ihre Medaille bekommen hätten. Aber es kam zu einer Wettbewerbsverzerrung in der Vorrunde. Der Australier Ryan Gregson wäre über den sechsten Platz in seinem Vorlauf für das Halbfinale qualifiziert gewesen. Dies wurde ihm durch Bensghirs Dopingbetrug verwehrt.

## Vorläufe
Aus den drei Vorläufen qualifizierten sich die jeweils sechs Ersten jedes Laufes – hellblau unterlegt – und zusätzlich die sechs Zeitschnellsten – hellgrün unterlegt – für das Halbfinale.

### Lauf 1

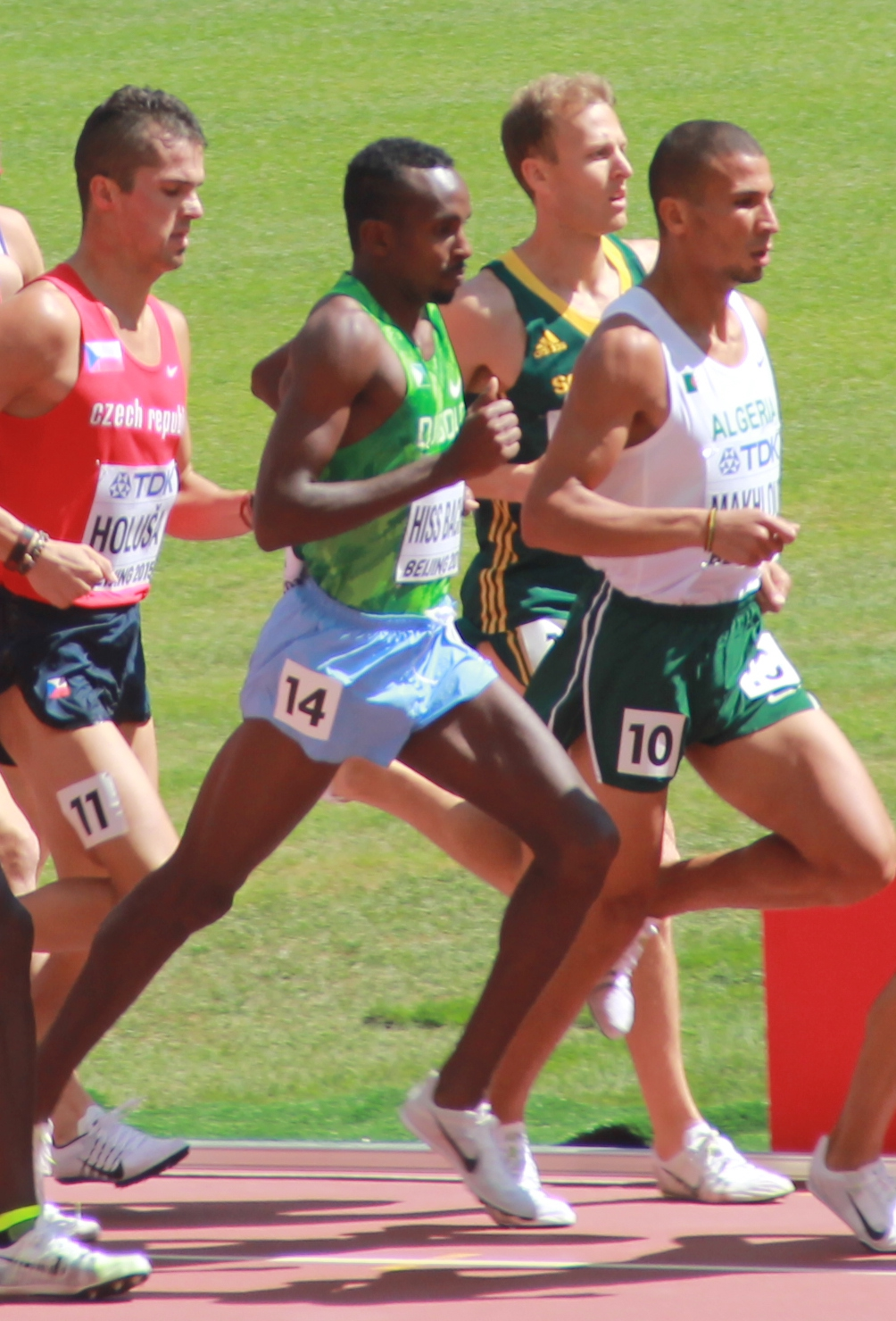
Szene aus dem ersten Vorlauf (v. l. n. r.): Jakub Holuša, Youssouf Hiss Bachir, Johan Cronje, Taoufik Makhloufi

27. August 2015, 10:35 Uhr (4:35 Uhr MESZ)
| Platz | Name                   | Land           | Zeit (min)                                         |
| ----- | ---------------------- | -------------- | -------------------------------------------------- |
| 1     | Elijah Manangoi        | Kenia          | 3:42,57                                            |
| 2     | Taoufik Makhloufi      | Algerien       | 3:42,72                                            |
| 3     | Matthew Centrowitz     | USA            | 3:43,17                                            |
| 4     | Charlie Grice          | Großbritannien | 3:43,21                                            |
| 5     | Johan Cronje           | Südafrika      | 3:43,29                                            |
| 6     | Ryan Gregson           | Australien     | 3:43,54 eigentlich für das Halbfinale qualifiziert |
| 7     | Jakub Holuša           | Tschechien     | 3:43,66                                            |
| 8     | Henrik Ingebrigtsen    | Norwegen       | 3:43,97                                            |
| 9     | Youssouf Hiss Bachir   | Dschibuti      | 3:44,48                                            |
| 10    | Dawit Wolde            | Äthiopien      | 3:44,90                                            |
| 11    | Benson Kiplagat Seurei | Bahrain        | 3:45,70                                            |
| 12    | Adel Mechaal           | Spanien        | 3:46,05                                            |
| 13    | Awwad Al Sharafat      | Jordanien      | 4:07,72                                            |
| DOP   | Yassine Bensghir       | Marokko        | 3:43,22 für das Finale zugelassen                  |

Im ersten Vorlauf ausgeschiedene Mittelstreckler:

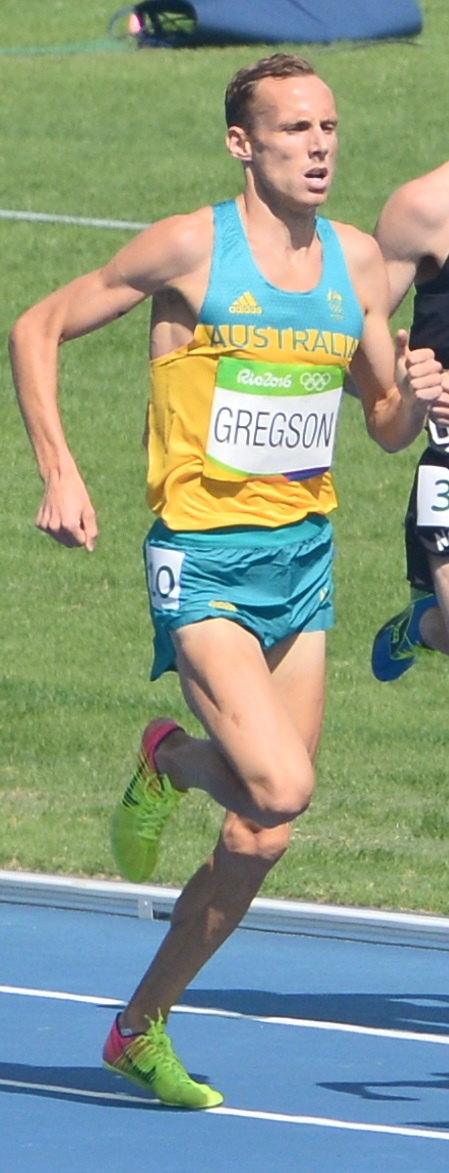
Ryan Gregson wäre über seine Platzierung eigentlich im Halbfinale startberechtigt gewesen, nur der später dopingbedingt disqualifizierte Marokkaner Yassine Bensghir verhinderte dies
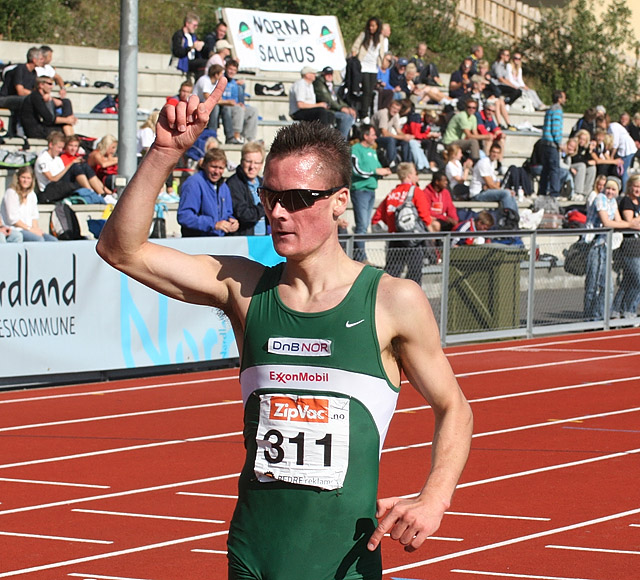
Henrik Ingebrigtsen Rang acht in 3:43,97 min
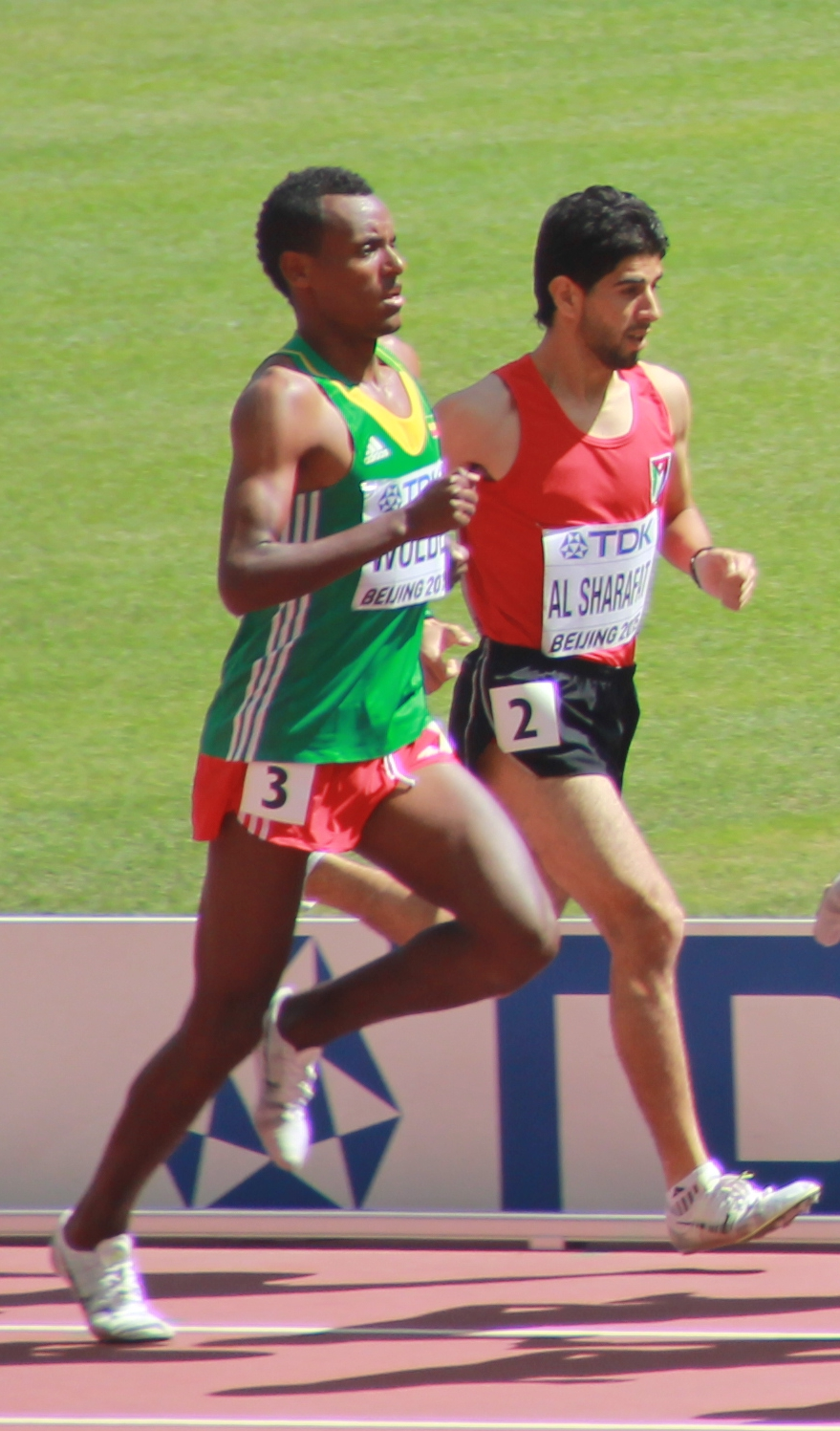
Dawit Wolde (links), Rang zehn in 3:44,90 min / Awwad Al Sharafat, Rang dreizehn in 4:07,72 min
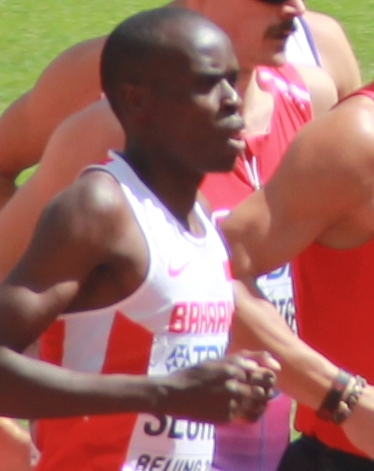
Benson Kiplagat Seurei Rang elf in 3:45,70 min

### Lauf 2
27. August 2015, 10:45 Uhr (4:45 Uhr MESZ)
| Platz | Name                        | Land       | Zeit (min) |
| ----- | --------------------------- | ---------- | ---------- |
| 1     | Asbel Kiprop                | Kenia      | 3:38,97    |
| 2     | Aman Wote                   | Äthiopien  | 3:39,05    |
| 3     | Leonel Manzano              | USA        | 3:39,22    |
| 4     | Pieter-Jan Hannes           | Belgien    | 3:39,31    |
| 5     | Morhad Amdouni              | Frankreich | 3:39,38    |
| 6     | Julian Matthews             | Neuseeland | 3:39,55    |
| 7     | Charles Philibert-Thiboutot | Kanada     | 3:39,72    |
| 8     | Fouad el-Kaam               | Marokko    | 3:40,12    |
| 9     | Dumisane Hlaselo            | Südafrika  | 3:40,25    |
| 10    | Ronald Musagala             | Uganda     | 3:42,12    |
| 11    | Víctor Corrales             | Spanien    | 3:44,76    |
| 12    | Salim Keddar                | Algerien   | 3:44,81    |
| DNF   | Ayanleh Souleiman           | Dschibuti  |            |

Im zweiten Vorlauf ausgeschiedene Mittelstreckler:

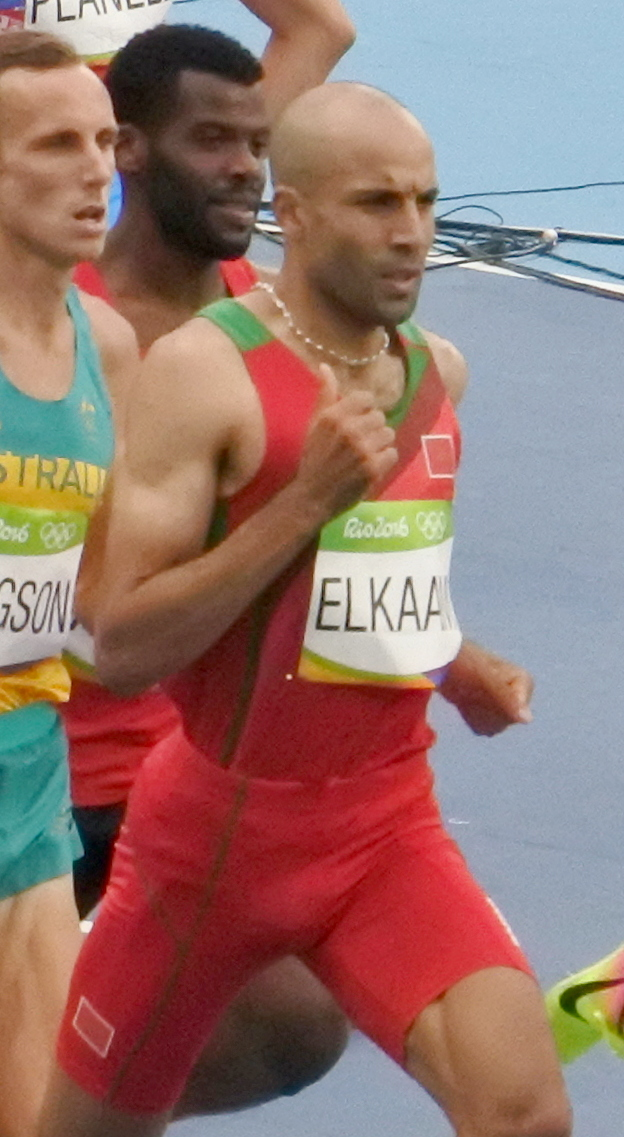
Fouad Elkaam Rang acht in 3:40,12 min
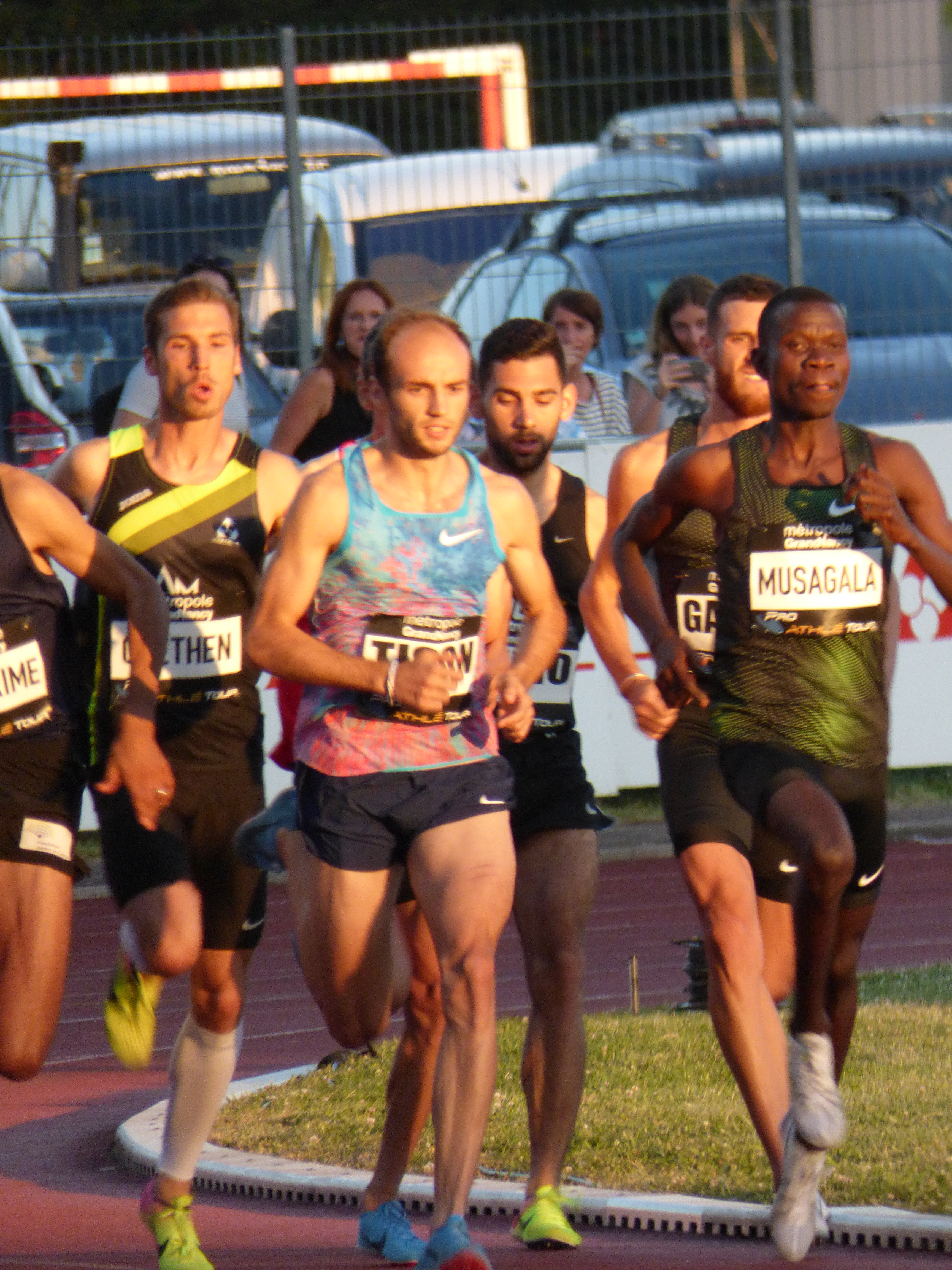
Ronald Musagala (ganz rechts) Rang zehn in 3:42,12 min
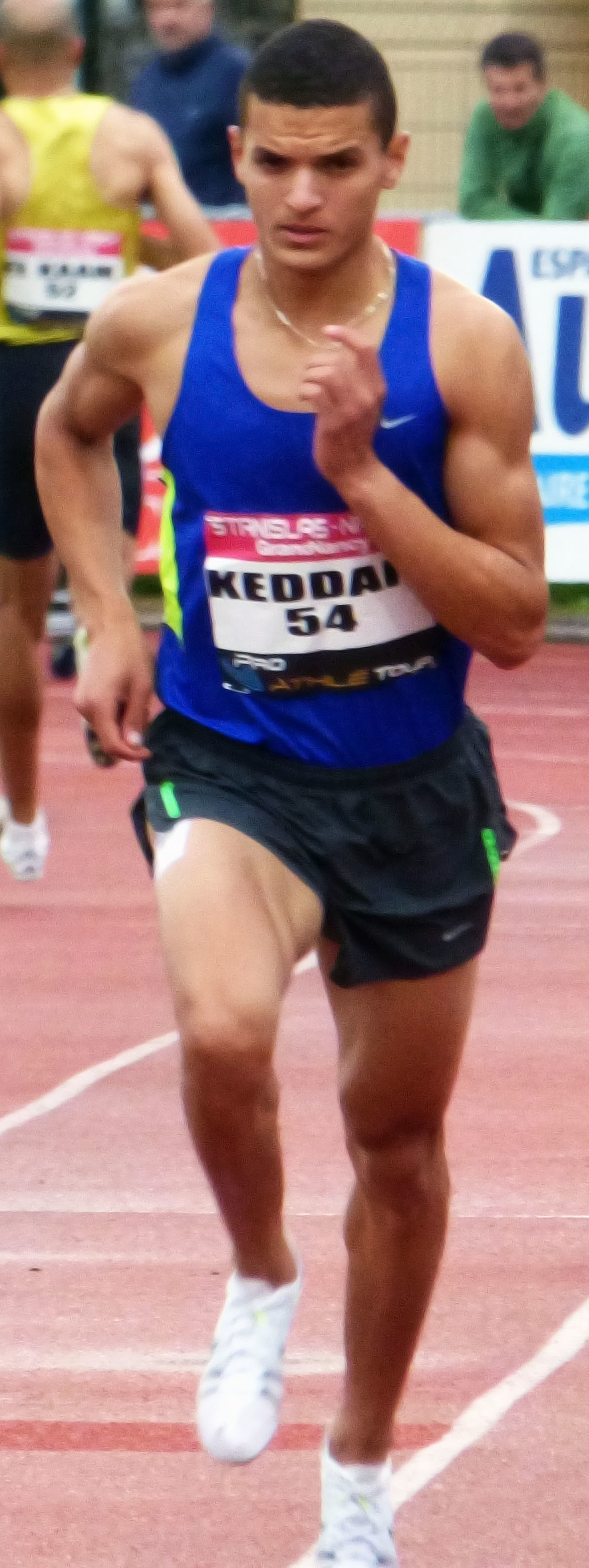
Salim Keddar Rang zwölf in 3:44,81 min
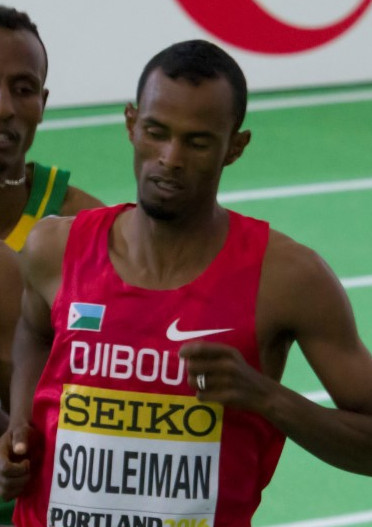
Ayanleh Souleiman Rennen nicht beendet

### Lauf 3

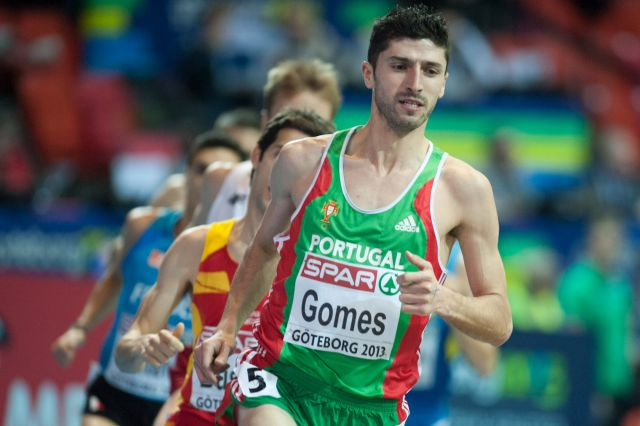
Hélio Gomes – ausgeschieden als Dreizehnter in 3:46,32 min
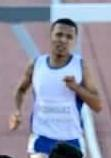
Erick Rodriguez – ausgeschieden als Vierzehnter mit neuem venezolanischen Rekord in 3:49,64 min

27. August 2015, 10:55 Uhr (4:55 Uhr MESZ)
| Platz | Name                 | Land           | Zeit (min) |
| ----- | -------------------- | -------------- | ---------- |
| 1     | Silas Kiplagat       | Kenia          | 3:38,13    |
| 2     | Abdalaati Iguider    | Marokko        | 3:38,14    |
| 3     | Nicholas Willis      | Neuseeland     | 3:38,27    |
| 4     | İlham Tanui Özbilen  | Türkei         | 3:38,28    |
| 5     | Chris O’Hare         | Großbritannien | 3:38,43    |
| 6     | Timothy Cheruiyot    | Kenia          | 3:38,50    |
| 7     | Robby Andrews        | USA            | 3:38,52    |
| 8     | Mekonnen Gebremedhin | Äthiopien      | 3:38,66    |
| 9     | Abdi Waiss Mouhyadin | Dschibuti      | 3:38,66    |
| 10    | David Bustos         | Spanien        | 3:38,75    |
| 11    | Carlos Díaz          | Chile          | 3:39,75    |
| 12    | Yassine Hethat       | Algerien       | 3:40,16    |
| 13    | Hélio Gomes          | Portugal       | 3:46,32    |
| 14    | Erick Rodriguez      | Nicaragua      | 3:49,64 NR |

## Halbfinale
Aus den beiden Halbfinalläufen qualifizierten sich die fünf Ersten jedes Laufes – hellblau unterlegt – und zusätzlich die beiden Zeitschnellsten – hellgrün unterlegt – für das Finale. Das zweite Semifinalrennen war deutlich schneller als das erste, sodass die beiden Läufer, die über ihre Zeit das Finale erreichten, aus dem zweiten Lauf kamen.

### Lauf 1

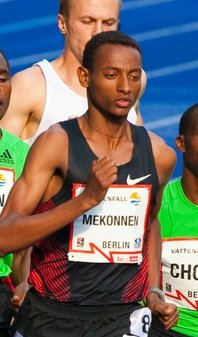
Mekonnen Gebremedhin – ausgeschieden als Sechster in 3:44,31 min

28. August 2015, 19:55 Uhr (13:55 Uhr MESZ)
| Platz | Name                 | Land           | Zeit (min) |
| ----- | -------------------- | -------------- | ---------- |
| 1     | Asbel Kiprop         | Kenia          | 3:43,48    |
| 2     | Nicholas Willis      | Neuseeland     | 3:43,57    |
| 3     | Silas Kiplagat       | Kenia          | 3:43,64    |
| 4     | Matthew Centrowitz   | USA            | 3:43,97    |
| 5     | Leonel Manzano       | USA            | 3:44,28    |
| 6     | Mekonnen Gebremedhin | Äthiopien      | 3:44,31    |
| 7     | Chris O’Hare         | Großbritannien | 3:44,36    |
| 8     | Pieter-Jan Hannes    | Belgien        | 3:44,38    |
| 9     | İlham Tanui Özbilen  | Türkei         | 3:45,70    |
| 10    | Abdi Waiss Mouhyadin | Dschibuti      | 3:46,82    |
| 11    | Carlos Díaz          | Chile          | 3:47,48    |
| DOP   | Yassine Bensghir     | Marokko        | 3:44,95    |

Im ersten Halbfinale ausgeschiedene Mittelstreckler:

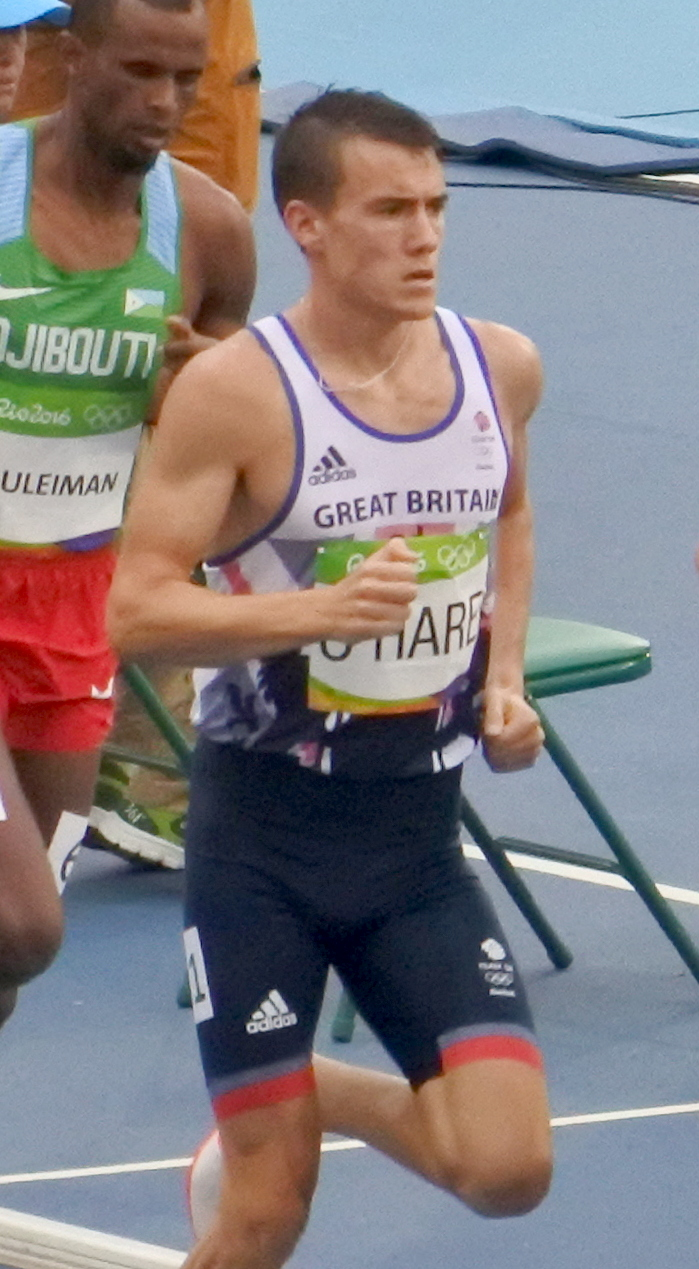
Chris O’Hare Rang sieben in 3:44,36 min
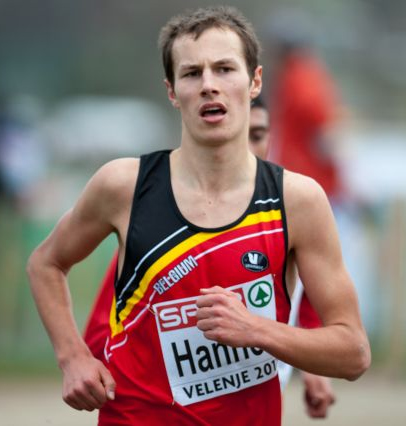
Pieter-Jan Hannes Rang acht in 3:44,38 min
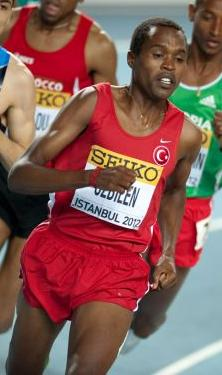
İlham Tanui Özbilen Rang neun in 3:45,70 min
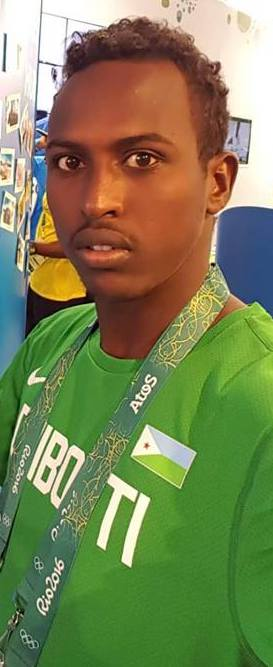
Abdi Waiss Mouhyadin Rang zehn in 3:46,82 min
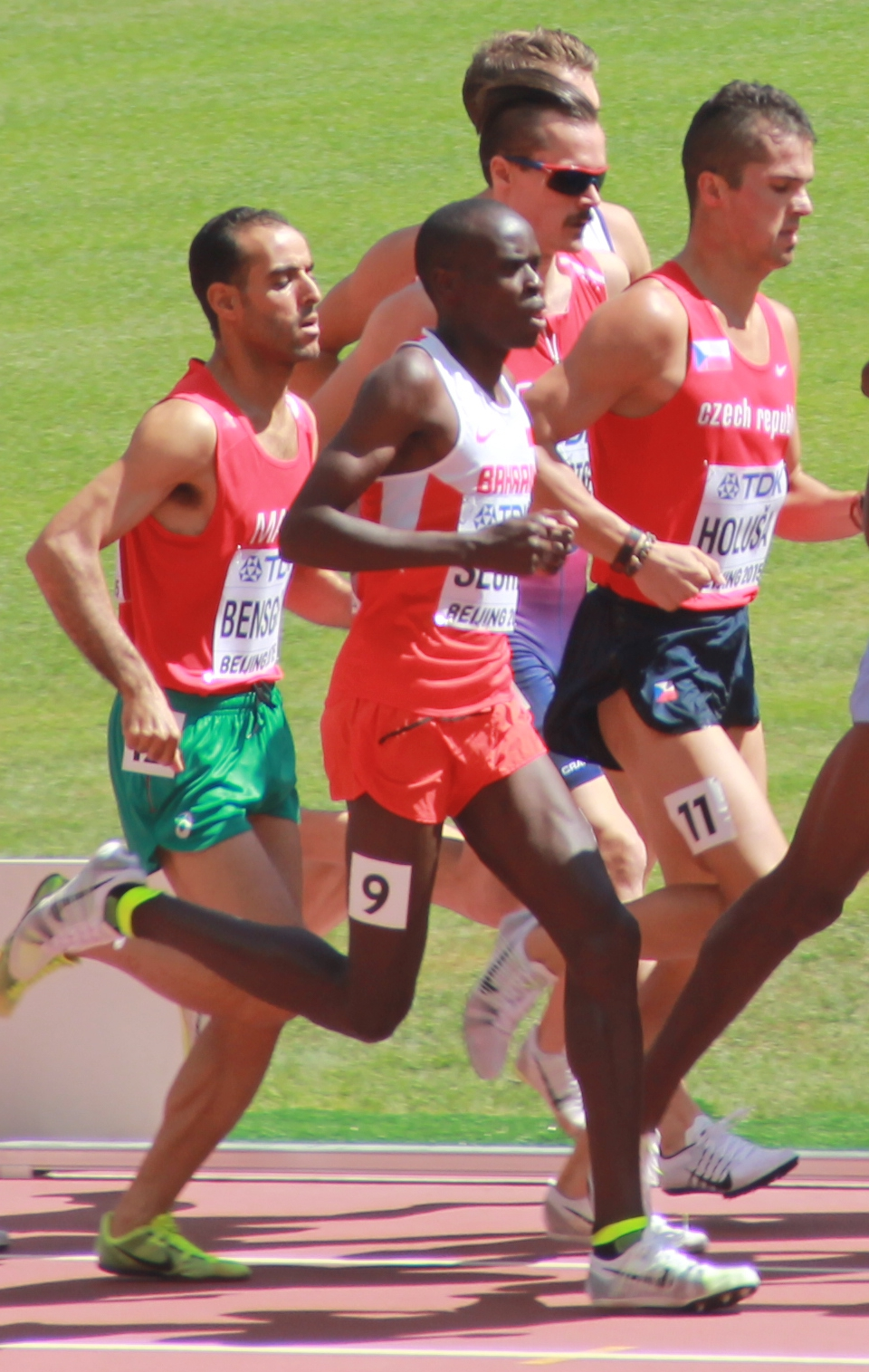
Yassine Bensghir (hier in seinem Vorlauf, ganz links) – im Halbfinale ausgeschieden und wegen Dopingbetrugs disqualifiziert

### Lauf 2
28. August 2015, 20:05 Uhr (14:05 Uhr MESZ)
| Platz | Name                        | Land           | Zeit (min) |
| ----- | --------------------------- | -------------- | ---------- |
| 1     | Elijah Manangoi             | Kenia          | 3:35,00    |
| 2     | Taoufik Makhloufi           | Algerien       | 3:35,05    |
| 3     | Abdalaati Iguider           | Marokko        | 3:35,20    |
| 4     | Charlie Grice               | Großbritannien | 3:35,58    |
| 5     | Timothy Cheruiyot           | Kenia          | 3:35,74    |
| 6     | Robby Andrews               | USA            | 3:35,88    |
| 7     | Aman Wote                   | Äthiopien      | 3:35,97    |
| 8     | Johan Cronje                | Südafrika      | 3:36,59    |
| 9     | Morhad Amdouni              | Frankreich     | 3:37,79    |
| 10    | Charles Philibert-Thiboutot | Kanada         | 3:39,62    |
| 11    | Julian Matthews             | Neuseeland     | 3:40,45    |
| 12    | David Bustos                | Spanien        | 3:42,48    |

Im zweiten Halbfinale ausgeschiedene Mittelstreckler:

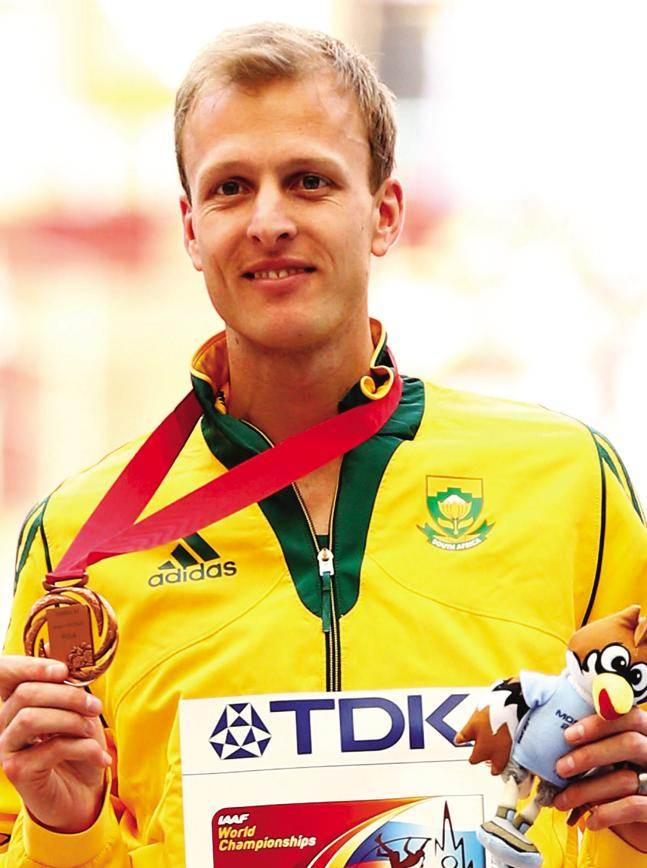
Johan Cronje (hier bei der Siegerehrung mit seiner WM-Bronzemedaille von 2013) – diesmal als Achter seines Semifinales in 3:36,59 min ausgeschieden
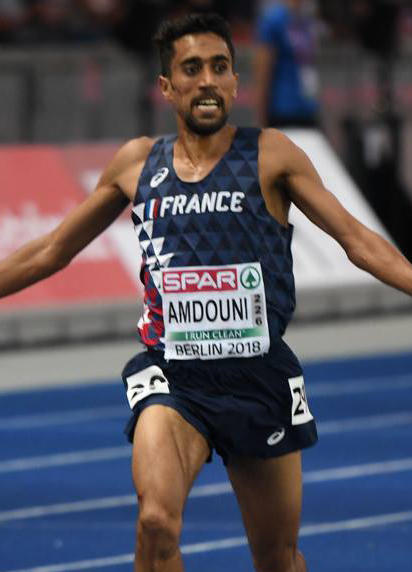
Morhad Amdouni Rang neun in 3:37,79 min
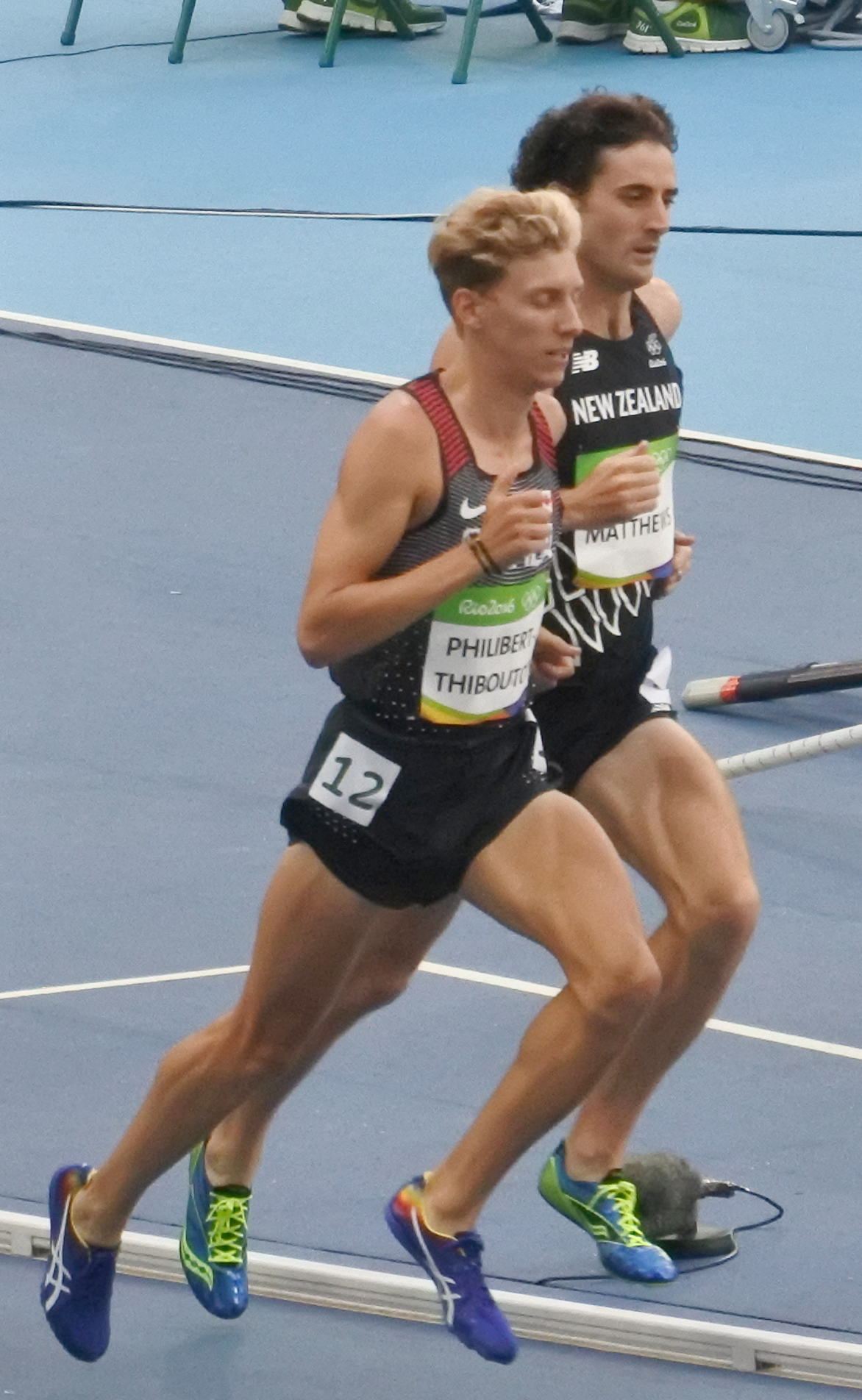
Charles Philibert-Thiboutot (links), Rang zehn in 3:39,62 min / Julian Matthews, Rang elf in 3:40,45 min
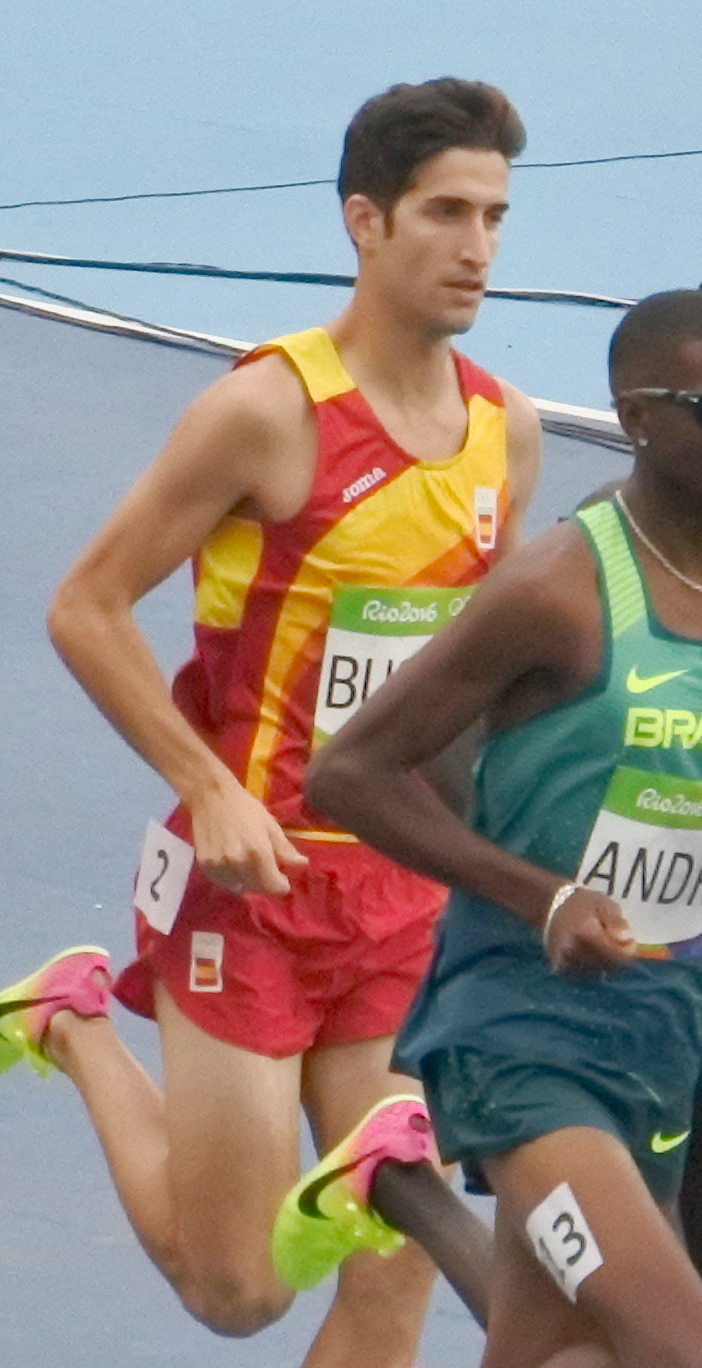
David Bustos Rang zwölf in 3:42,48 min

## Finale
30. August 2015, 19:45 Ortszeit (13:45 MESZ)
Mit dem Kenianer Asbel Kiprop, dem US-Amerikaner Matthew Centrowitz und dem Südafrikaner Johan Cronje waren die ersten Drei der letzten Weltmeisterschaften auch hier wieder dabei. Allerdings war Cronje bereits im Halbfinale ausgeschieden und Centrowitz war nicht mehr ganz so stark wie vor zwei Jahren. Ganz im Gegensatz dazu gehörte Titelverteidiger Kiprop auch hier in Peking wieder zu den Topfavoriten. Stark einzuschätzen waren auch seine drei Landsleute Elijah Manangoi, Silas Kiplagat und Timothy Cheruiyot sowie der marokkanische Olympiadritte von 2012 Abdalaati Iguider.
Das Renntempo war zunächst nicht besonders hoch. Die beiden Kenianer Manangoi und Cheruiyot führten das geschlossene Feld an. Die erste Runde wurde in 59,14 s zurückgelegt, die zweite in 59,48 s. Nun wurde es etwas schneller, Centrowitz orientierte sich gleich hinter die beiden weiter führenden Kenianer. Beim Läuten der Glocke zur letzten Runde zog das Tempo deutlich an. Centrowitz übernahm nun die Spitze, gefolgt von Kiplagat und Iguider. Die dritte Runde wurde in 57,01 s gelaufen.
Auf der Gegengeraden stürmte der Algerier Taoufik Makhloufi nach vorne. Iguider war Zweiter, Kiplagat Dritter. Aus dem Mittelfeld kam nun auch Kiprop an die drei Führenden heran. Dahinter ging eine kleine Lücke auf. In der Zielkurve setzte sich der Titelverteidiger an die dritte Position. Auf der Zielgeraden lag Makhloufi weiter vorn. Doch fünfzig Meter vor dem Ziel zogen zunächst Kiprop und dann auch Iguider an ihm vorbei. Auf den letzten Metern flog Manangoi noch einmal heran. Asbel Kiprop war jedoch nicht mehr zu schlagen und wurde erneut Weltmeister. Den zweiten Platz eroberte Elijah Manangoi und sorgte so für einen kenianischen Doppelsieg. Die Bronzemedaille gewann Abdalaati Iguider sehr knapp vor Taoufik Makhloufi und Silas Kiplagat.

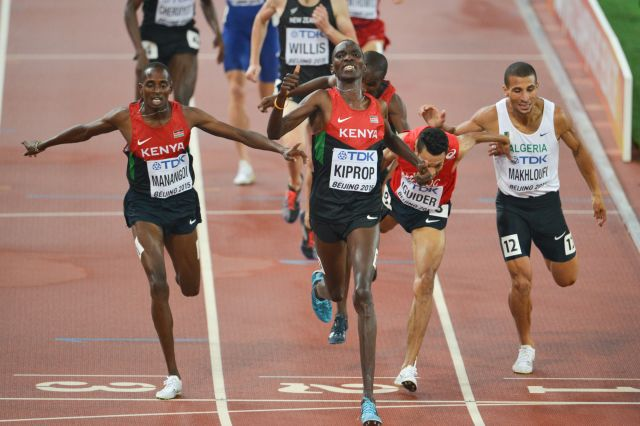
Der Zieleinlauf über 1500 Meter

| Platz | Athlet             | Land           | Zeit (min) |
| ----- | ------------------ | -------------- | ---------- |
|       | Asbel Kiprop       | Kenia          | 3:34,40    |
|       | Elijah Manangoi    | Kenia          | 3:34,63    |
|       | Abdalaati Iguider  | Marokko        | 3:34,67    |
| 04    | Taoufik Makhloufi  | Algerien       | 3:34,76    |
| 05    | Silas Kiplagat     | Kenia          | 3:34,81    |
| 06    | Nicholas Willis    | Neuseeland     | 3:35,46    |
| 07    | Timothy Cheruiyot  | Kenia          | 3:36,05    |
| 08    | Matthew Centrowitz | USA            | 3:36,13    |
| 09    | Charlie Grice      | Großbritannien | 3:36,21    |
| 10    | Leonel Manzano     | USA            | 3:37,26    |
| 11    | Robby Andrews      | USA            | 3:38,29    |
| DNF   | Aman Wote          | Äthiopien      |            |

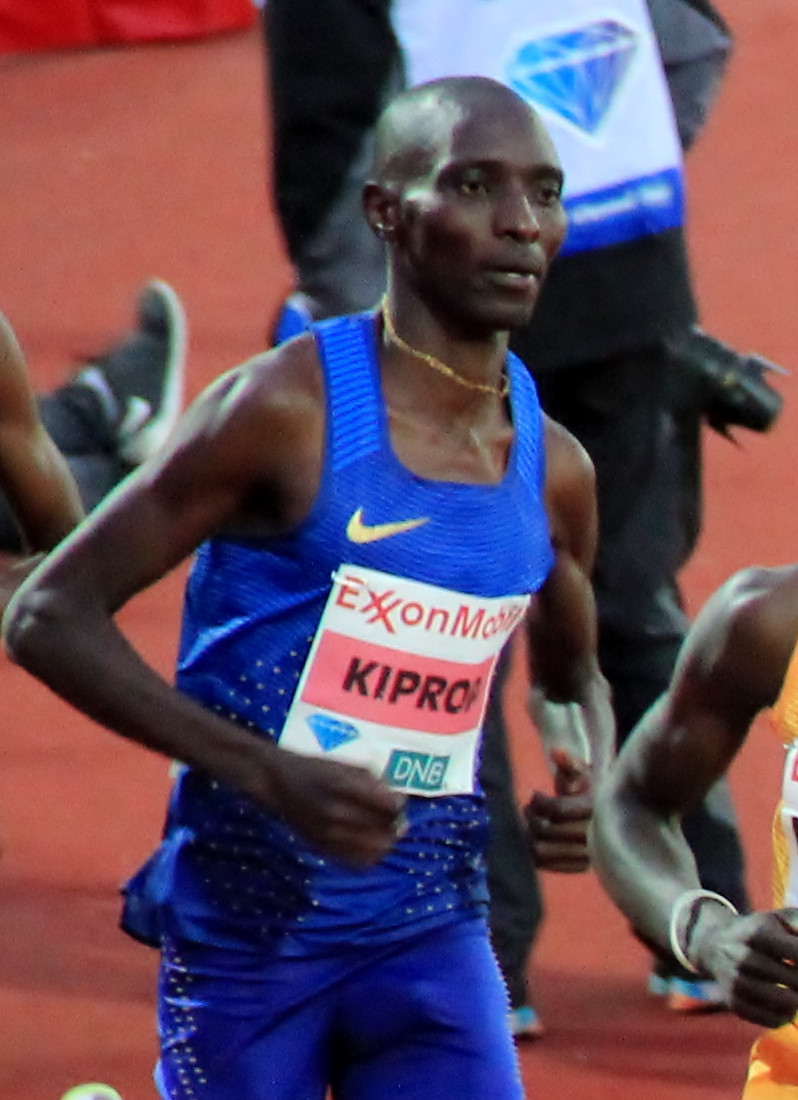
Weltmeister Asbel Kiprop
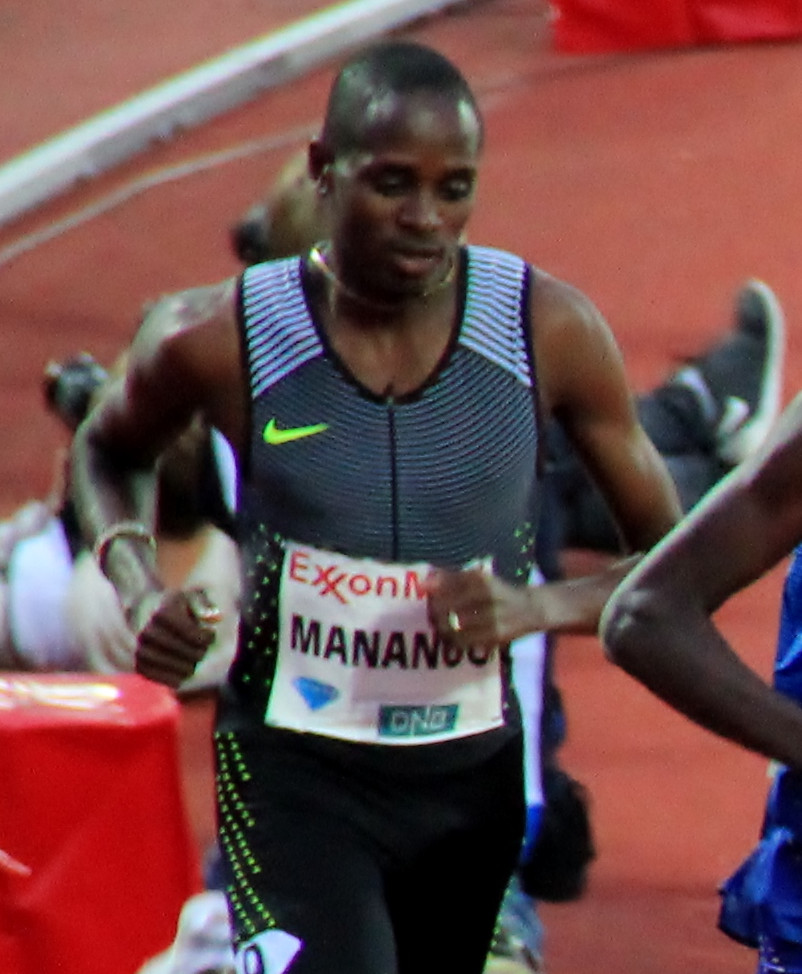
Vizeweltmeister Elijah Manangoi
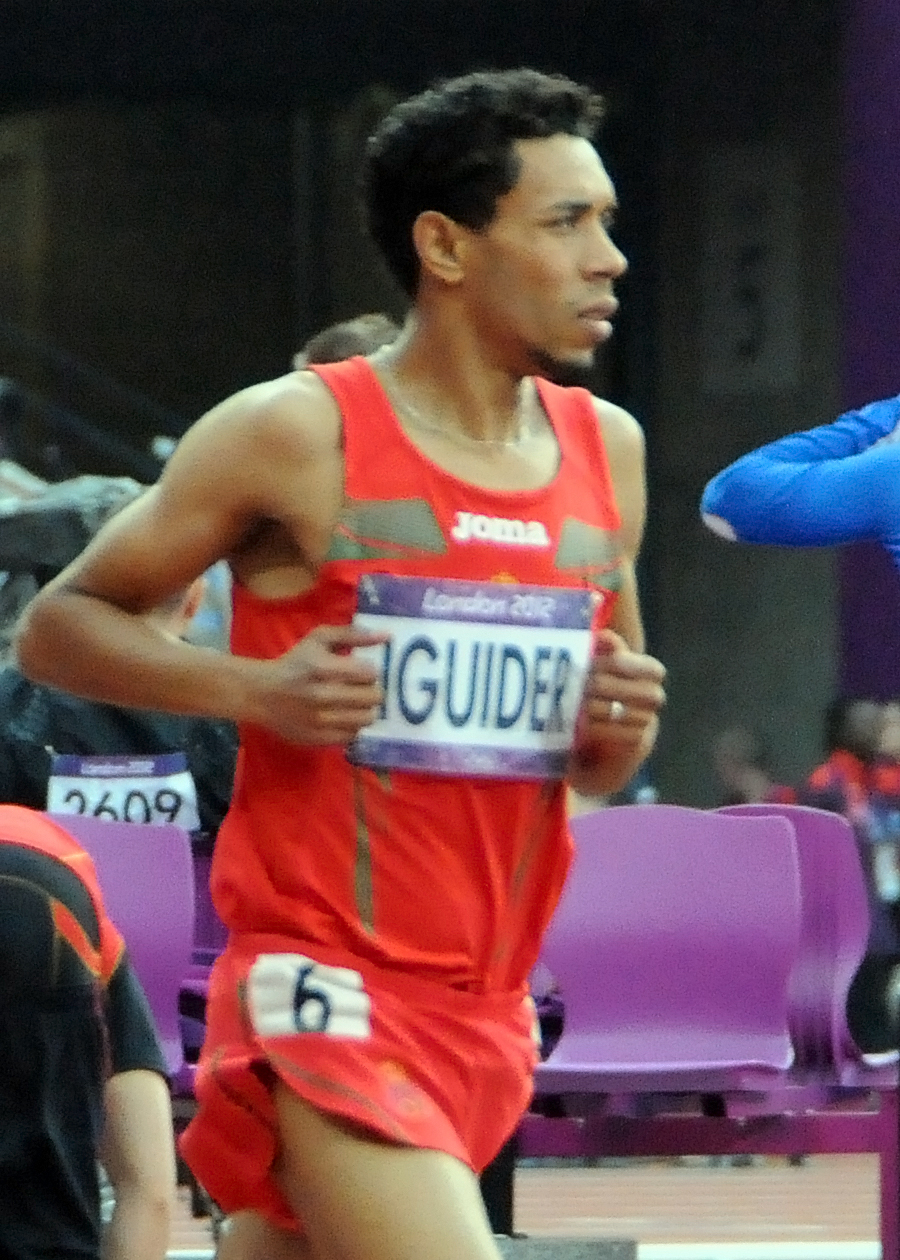
Abdalaati Igueder gewann die Bronzemedaille
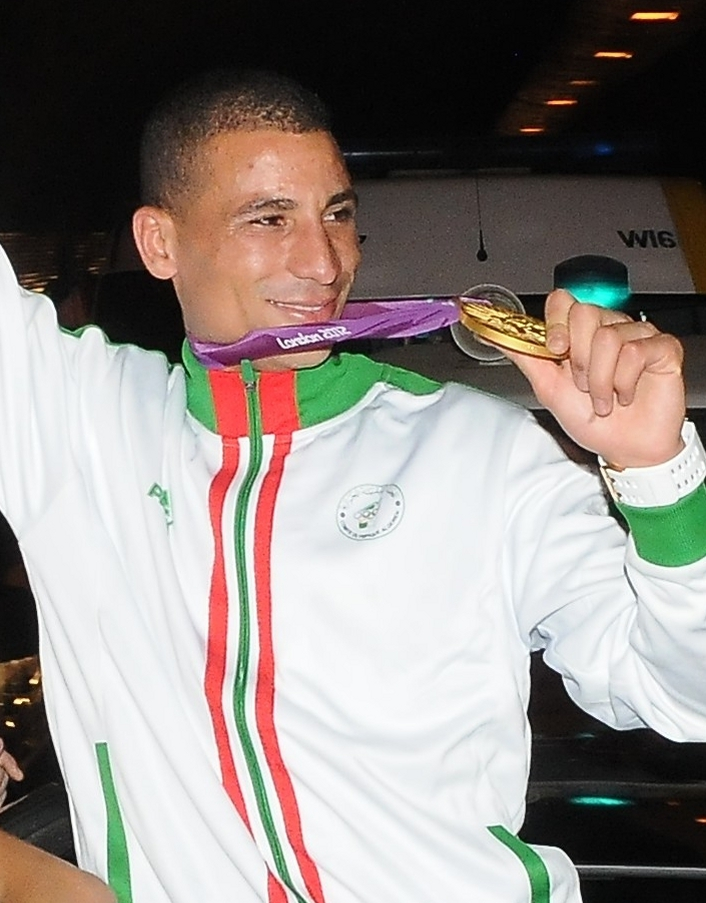
Taoufik Makhloufi belegte Rang vier
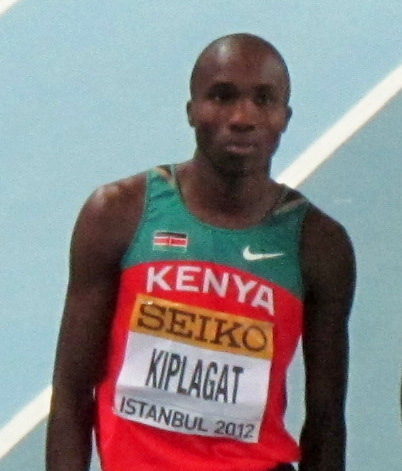
Rang fünf für Silas Kiplagat
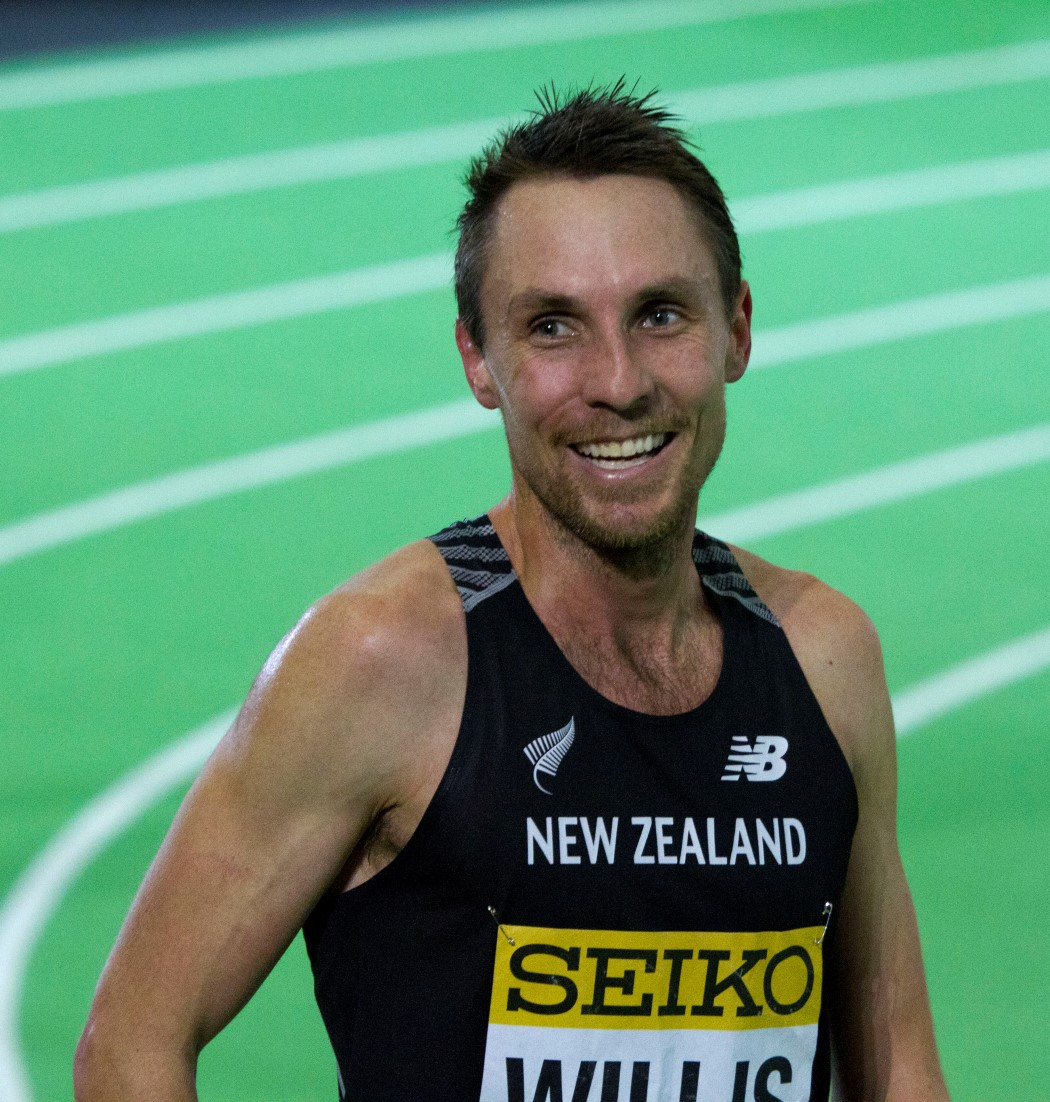
Nick Willis wurde Sechster
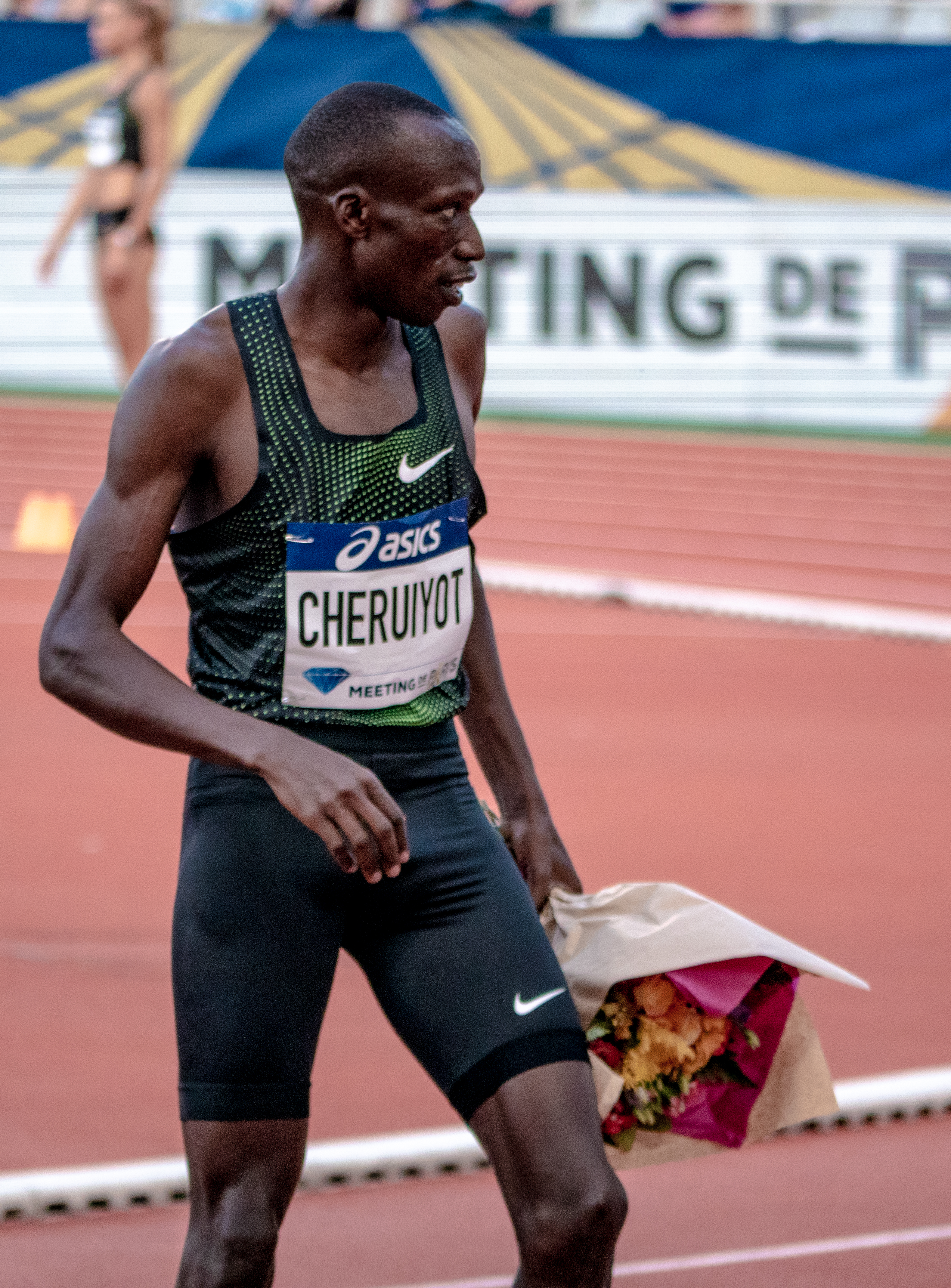
Als viertbester Kenianer kam Timothy Cheruiyot auf den siebten Platz
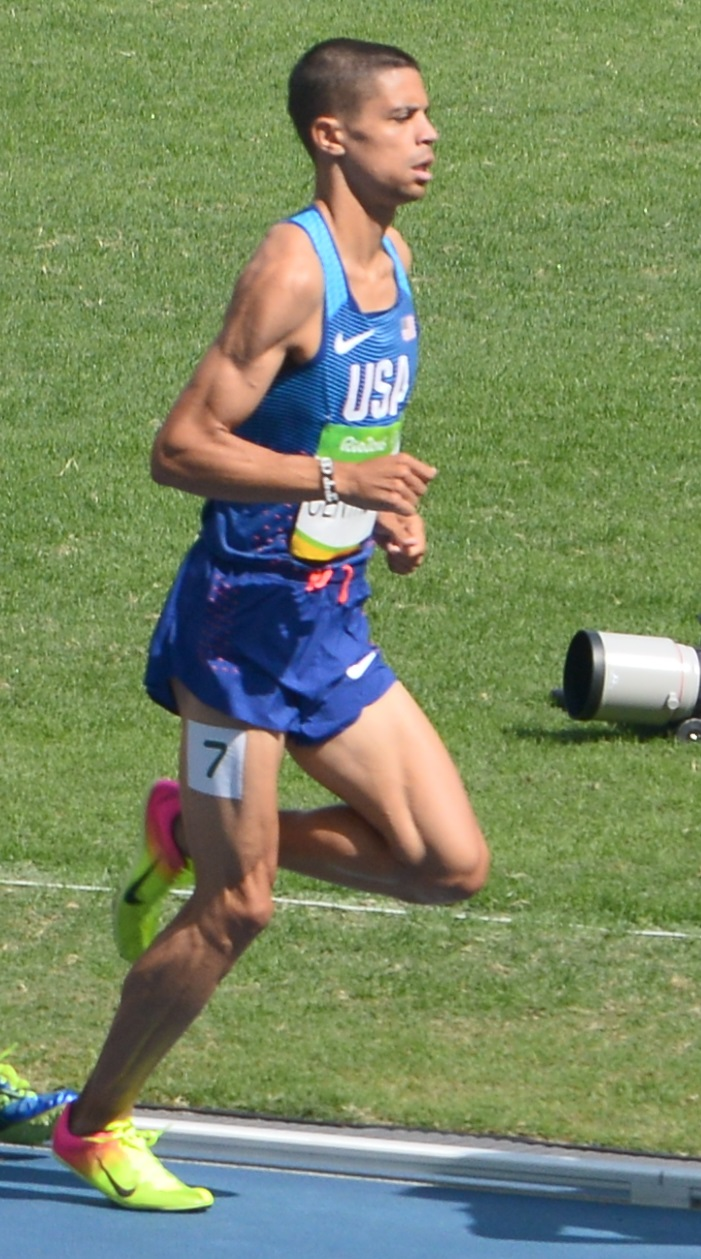
Matt Centrowitz belegte im Finale Rang acht
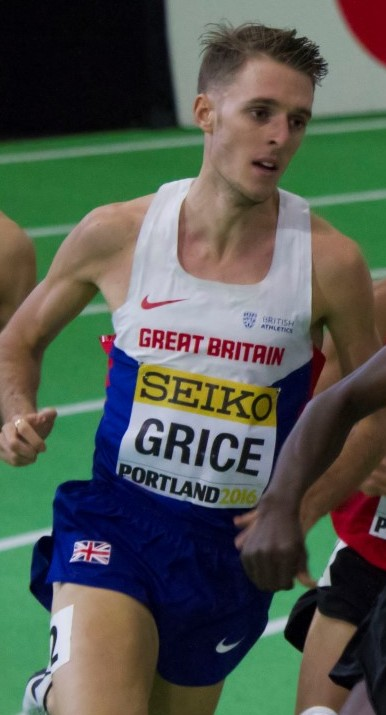
Charlie Grice kam auf den neunten Platz
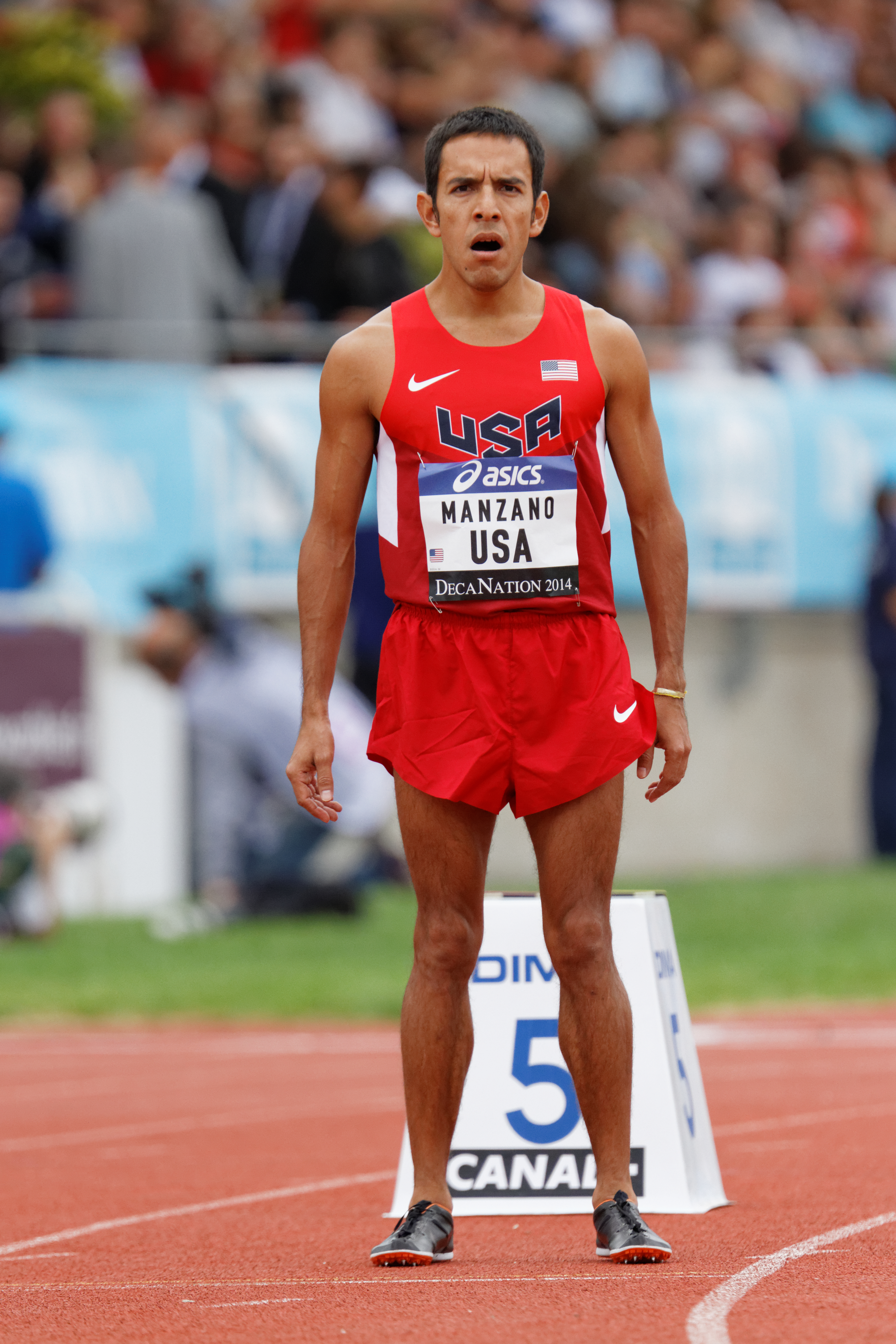
Leonal Manzano – Rang zehn
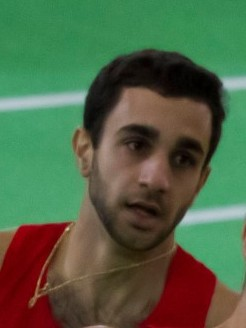
Robby Andrews erreichte Platz elf
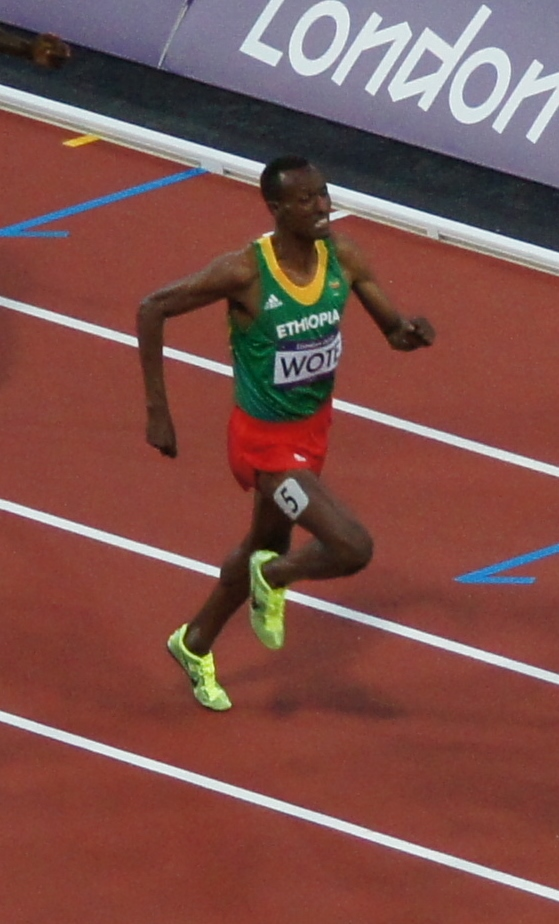
Aman Wote gab das Rennen auf